# Erhard Raus
Erhard Raus (sinh ngày 8 Tháng 1 năm 1889 mất ngày 3 tháng 4 năm 1956), là Đại tướng của quân đội Đức Quốc xã. Ông chỉ huy sư đoàn Panzer 6 vào những năm đầu ở mặt trận phía đông.

## Lược sử quân hàm
- Đại tá (Oberst; 1936)
- Thiếu tướng (Generalmajor; 01/10/1941)
- Trung tướng (Generalleutnant; 01/01/1943)
- Thượng tướng Thiết giáp (General der Panzertruppe; 01/04/1943)
- Đại tướng (Generaloberst; 20/09/1944)

### Sách
- Fellgiebel, Walther-Peer (2000). Die Träger des Ritterkreuzes des Eisernen Kreuzes 1939-1945. Podzun-Pallas. ISBN 3-7909-0284-5.
- Tsouras, Peter G. Panzers on the Eastern Front: General Erhard Raus and His Panzer Divisions in Russia, 1941-1945.
- Patzwall, Klaus D. and Scherzer, Veit. Das Deutsche Kreuz 1941 - 1945 Geschichte und Inhaber Band II. Norderstedt, Germany: Verlag Klaus D. Patzwall, 2001. ISBN 3-931533-45-X.
- Schaulen, Fritjof (2005). Eichenlaubträger 1940 - 1945 Zeitgeschichte in Farbe III Radusch - Zwernemann (in German). Selent, Germany: Pour le Mérite. ISBN 3-932381-22-X.
- Scherzer, Veit (2007). Ritterkreuzträger 1939–1945 Die Inhaber des Ritterkreuzes des Eisernen Kreuzes 1939 von Heer, Luftwaffe, Kriegsmarine, Waffen-SS, Volkssturm sowie mit Deutschland verbündeter Streitkräfte nach den Unterlagen des Bundesarchives (in German). Jena, Germany: Scherzers Miltaer-Verlag. ISBN 978-3-938845-17-2.
- Panzer Operations: The Eastern Front Memoir of General Raus, 1941-1945 (with Steven H. Newton)